# Nordische Fußballmeisterschaft der Frauen 1982
Die Nordische Fußballmeisterschaft 1982 für Frauenfußballnationalteams fand zwischen dem 14. und 18. Juli in Dänemark statt. Den Wettbewerb, welcher zum neunten und letzten Mal ausgetragen wurde, konnte Dänemark zum vierten Mal gewinnen. Mit der Einführung der Fußball-Europameisterschaft der Frauen wurde der Wettbewerb eingestellt.

## Modus
Die vier teilnehmenden Mannschaften spielten nach dem Modus „jeder gegen jeden“ den Turniersieger aus, wobei jedes Team jeweils einmal gegen jedes andere spielte. Die Mannschaft, die nach Abschluss aller Spiele die meisten Punkte beziehungsweise bei Punktgleichheit das bessere Torverhältnis aufwies, wurde Turniersieger.

## Spielergebnisse
| Pl. | Land     | Sp. | S | U | N | Tore    | Diff. | Punkte |
| --- | -------- | --- | - | - | - | ------- | ----- | ------ |
| 1.  | Dänemark | 3   | 2 | 1 | 0 | 004:200 | +2    | 05:10  |
| 2.  | Schweden | 3   | 1 | 1 | 1 | 006:300 | +3    | 03:30  |
| 3.  | Norwegen | 3   | 1 | 1 | 1 | 003:300 | ±0    | 03:30  |
| 4.  | Finnland | 3   | 0 | 1 | 2 | 001:600 | −5    | 01:50  |

|                          |   |          |     |
| 14. Juli 1982 in Kolding |   |          |     |
| Dänemark                 | – | Norwegen | 1:1 |
| Finnland                 | – | Schweden | 0:4 |
| 16. Juli 1982 in Herning |   |          |     |
| Dänemark                 | – | Finnland | 1:0 |
| Norwegen                 | – | Schweden | 1:1 |
| 18. Juli 1982 in Vejle   |   |          |     |
| Dänemark                 | – | Schweden | 2:1 |
| Finnland                 | – | Norwegen | 1:1 |

## Torschützenliste
| Platz | Spieler             | Tore |
| ----- | ------------------- | ---- |
| 1     | Lone Smidt Nielsen  | 03   |
| 2     | Eva Andersson       | 02   |
| 2     | Birgitta Söderström | 02   |
| 3     | Annie Gam-Pedersen  | 01   |
| 3     | Ulla Kaasinen       | 01   |
| 3     | Gunn Nyborg         | 01   |
| 3     | Trude Stendal       | 01   |
| 3     | Heidi Støre         | 01   |
| 3     | Helene Björk        | 01   |
| 3     | Karin Ödlund        | 01   |